# 促成栽培
促成栽培（そくせいさいばい）とは、露地での栽培（露地栽培）よりも成長・収穫・出荷を早くする栽培法。対義語は抑制栽培。また、温度や光線などを調節することで野菜・花卉の発育を促し、普通栽培よりも早く収穫する栽培法。農作物などを人工的に早く成長させる栽培。出荷時期を早めることで、商品価値を高めることにつながる。夏野菜をハウス栽培等により、春に収穫するなどの例がある。
一般的な促成栽培は、夏の作物を春に出荷したり、春の作物を冬に出荷したりするために、ビニールハウスや温室などを利用して保温・加温する。逆に、秋冬の作物を夏秋に前倒しする促成栽培は、冷却が困難なため行われていない。成育期間中、石油ヒーターによる温風暖房などを利用して加温する場合には、余分な燃料費がかかることになるので生産コストが上昇するが、市場取引での出荷価格が高水準で維持される限り露地栽培よりも多くの収益を上げることが可能である。
温暖な宮崎平野や高知平野は、中学校社会科の学習で取り上げられるほど促成栽培が顕著な地域である。キュウリ・ナス・ピーマンなど夏野菜が中心で、春から出荷を始め、東京市場・大阪市場近郊の茨城県・栃木県・兵庫県産の露地物が出回り始める初夏まで出荷を継続する。温暖な気候を活かし、生産を早めたり、燃料費を抑えたりすることで、遠隔地でありながら出荷が可能である。
宮崎県とキュウリ生産量日本一を争う群馬県は、東京市場に近く輸送費の少ない地域性を活かし、冷涼でありながら冬期のうちに加温式の促成栽培を始める。さらに、露地栽培に向かない盛夏を過ぎてから、晩夏〜秋の残暑を利用した加温式の抑制栽培を行い、秋の出荷で大きく挽回する。
春作物の促成栽培も、ハウスを利用した加温式であるが、秋に植えて冬越しをする際に花芽を形成する種があり、単純に加温しても花が咲かず、結実しない。12月のクリスマス商戦を見越したイチゴの促成栽培では、秋のうちに苗を冷蔵し、人工的に冬の環境を作り出して花芽を形成させ、その後にハウスへ定植する手間が加えられている。
歴史的には、江戸時代において、油紙を張った気密性の高い小屋が作られ、その中で炭を燃やし、促成栽培が行われていたが、これは近世期に初物が好まれる社会風潮が生じたことからいち早く出荷するために行われるようになったとされる。明治時代になると、明治42年に高知県の各地に蔬菜促進指導地ができ、油を引いた土佐和紙で温床を作り、胡瓜・西瓜・茄子の栽培が始まった。高知ではその後も、大正7年（1918年）に田内銀喜が冷床促成栽培を成功させ、戦後は進駐軍の塩化ビニールを、前川宗喜や下山忠雄が研究して、園芸資材への転用化に成功した。